# 豐浦站
豐浦站（日语：／ Toyoura eki */?）是一個位於日本北海道虻田郡豐浦町、由北海道旅客鐵道（JR北海道）所經營的鐵路車站，車站編號為H42，是豐浦町的中心車站，也是室蘭本線沿線的其中一個區間總站，約半數由苫小牧站駛進的列車，會以本站為終站。由本站至長萬部站之間的區間是室蘭本線中普通列車班次最少的路段，全天只有4.5來回班次。

## 歷史
- 1928年9月10日：隨鐵道省長輪線靜狩站～伊達紋別站間開通而開業，為中途站，最初名稱為「辨邊站」[1]。
- 1931年4月1日：長輪線編入室蘭本線內。
- 1935年4月1日：車站名稱由「辨邊站」改為「豐浦站」。
- 1980年5月15日：貨物提取貨務取消。
- 1984年：

- 2月1日：手提行李提取服務取消。
- 4月1日：無人化，簡易委託化。

- 1987年4月1日：國鐵分割民營化，車站由JR北海道繼承。
- 1989年：站房改建[2]。
- 2004年：隨月台長度增長，過往採用列車選擇性車門操作的措施亦停止[3]。

## 利用人數
| 推算乘車人員 | 推算乘車人員 | 推算乘車人員 |
| 年度         | 1日平均人數  |              |
| ------------ | ------------ | ------------ |
| 2011年       | 180          |              |
| 2012年       | 188          |              |
| 2013年       | 180          |              |
| 2014年       | 176          |              |
| 2015年       | 186          |              |

## 相鄰車站
北海道旅客鐵道
■ 室蘭本線
■特急「北斗」
通過
■普通
大岸（H43）－豐浦（H42）－洞爺（H41）

## 外部連結
- JR北海道豐浦站網頁。 （页面存档备份，存于）（日語）